# Чжун Ні
Чжун Ні (нар. 20 травня 1962) — колишня китайська тенісистка.
Здобула 3 парні титули.

## Фінали ITF

### Одиночний розряд: 1 (0–1)
| Результат | Дата           | Турнір                        | Покриття | Суперниця   | Рахунок  |
| --------- | -------------- | ----------------------------- | -------- | ----------- | -------- |
| Поразка   | 20 травня 1985 | Бат (Англія), Велика Британія | Ґрунт    | Елна Рейнах | 3–6, 4–6 |

### Парний розряд: 9 (3–6)
| Результат | Ранг | Дата              | Турнір                     | Покриття | Партнерка | Суперниці                            | Рахунок       |
| --------- | ---- | ----------------- | -------------------------- | -------- | --------- | ------------------------------------ | ------------- |
| Поразка   | 1.   | 12 листопада 1984 | Куросіо (Коті), Японія     | Тверде   | Лі Сіньї  | Джеймі Каплан Керол Вотсон           | 5–7, 3–6      |
| Поразка   | 2.   | 22 квітня 1985    | Queens, Велика Британія    | Тверде   | Лі Сіньї  | Елна Рейнах Моніка Райнах            | 6–2, 2–6, 7–9 |
| Перемога  | 1.   | 29 квітня 1985    | Саттон, Велика Британія    | Тверде   | Лі Сіньї  | Лоррейн Ґрейсі Мартіна Райнгардт     | 6–3, 6–3      |
| Перемога  | 2.   | 6 травня 1985     | Борнмут, Велика Британія   | Тверде   | Лі Сіньї  | Елна Рейнах Моніка Райнах            | 5–7, 7–5, 6–4 |
| Поразка   | 3.   | 21 жовтня 1985    | Саґа (Саґа), Японія        | Тверде   | Лі Сіньї  | Нанетте Шутте Маріанне ван дер Торре | 2–6, 4–6      |
| Перемога  | 3.   | 4 листопада 1985  | Префектура Ібаракі, Японія | Тверде   | Їда Ей    | Нанетте Шутте Маріанне ван дер Торре | 7–5, 6–3      |
| Поразка   | 4.   | 11 листопада 1985 | Мацуяма, Японія            | Тверде   | Їда Ей    | Нанетте Шутте Маріанне ван дер Торре | 2–6, 1–6      |
| Поразка   | 5.   | 25 листопада 1985 | Кіото, Японія              | Тверде   | Їда Ей    | Нанетте Шутте Маріанне ван дер Торре | 4–6, 2–6      |
| Поразка   | 6.   | 30 червня 1986    | Бриндізі, Італія           | Ґрунт    | Лі Сіньї  | Сузанна Вібово Яюк Басукі            | 4–6, 6–4, 2–6 |